# Apex (astronomie)

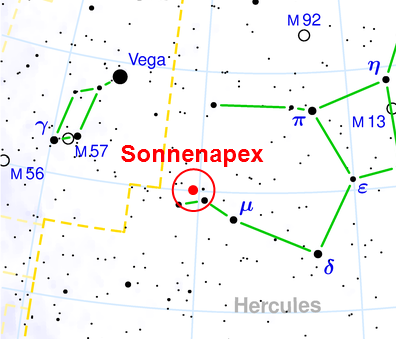
De positie van de apex

De apex van de zon is het punt van de hemelbol, dat de richting aangeeft van de beweging van de zon ten opzichte van de gemiddelde beweging van de dichtstbijzijnde sterren en van de interstellaire materie, de Local Standard of Rest. De apex ligt in het sterrenbeeld Hercules, in de buurt van het sterrenbeeld de Lier.
Perspectivisch bekeken lijkt het alsof de nabijgelegen sterren zich vanuit de apex radiaal in alle richtingen langs de hemelbol van elkaar af bewegen. Het punt dat zich precies in de tegengestelde richting op de hemelbol bevindt, wordt wel de antapex genoemd. Dit punt ligt nabij de ster Furud. Nabij de antapex lijken de nabijgelegen sterren naar elkaar toe te bewegen.
De waarde van deze beweging van de zon hangt af van de gebruikte sterren en de methode. Een traditionele waarde van de zonsbeweging is 19,5 km/s in de richting rechte klimming  18h 28m 0s, declinatie +30°. Echter metingen met Hipparcos gaf een relatieve snelheid van 13,4 km/s. Deze beweging moet niet verward worden met de omloopsnelheid (220 km/s) waarmee de zon zich samen met de nabijgelegen sterren rondom het middelpunt van het melkwegstelsel bewegen.
William Herschel was in 1783 de eerste die deze beweging ontdekte. Hij bepaalde een positie van het apex nabij Maasym, 10° verwijderd van de tegenwoordig geaccepteerde positie.